# Carl Fredrik Ljungman
Carl Fredrik Ljungman, född 1722 i Mariefred, död 1794, var en svensk hovkamrerare och slottsförvaltare på Gripsholms slott. Hans bok om Gripsholms slott innehåller den äldsta kompletta förteckningen över det som idag är Statens porträttsamling.